# Metakompetenz
Metakompetenz ist einerseits ein philosophischer Ausdruck und andererseits eine besondere Kompetenz, die befähigt mit eigenen und fremden Kompetenzen gut umzugehen und eine universelle Problemlösefähigkeit zu entwickeln.

## Philosophischer Ausdruck bei Kuno Lorenz
Der Philosoph Kuno Lorenz verwendet den Ausdruck Metakompetenz als Verallgemeinerung des knowledge by description (Bertrand Russell: Kennzeichnung/Bedeutung) und in Anlehnung an das begriffliche Erkennen bei Moritz Schlick.
Bei einer Gegenstandsbeschreibung, bei der die Gegenstände als bekannt vorausgesetzt werden, repräsentieren die Aussagen propositionales Wissen.
Metakompetenz wird von einer Objektkompetenz unterschieden, einer Verallgemeinerung des knowledge by acquaintance (Russell) und in Anlehnung an die sinnliche, vom Erleben getragene Kenntnis (Schlick).

## Ausdruck im Management bei Dimitrova und Bergmann
Metakompetenz befähigt laut Diana Dimitrova zum Lernen und dazu, andere Kompetenzen situationsbedingt anzupassen sowie eigene Kompetenzen zu beurteilen. In Gustav Bergmanns systemischen Prozessmodell Solution Cycle ist Metakompetenz eine fortgeschrittene universelle Problemlösefähigkeit eines Systems.